# أتحدث عن المدينة
يُعد كتاب "أتحدث عن المدينة" (I Speak of the City) أحد النصوص الشعرية–الفكرية التي تعكس عمق التجربة الحضرية كما رآها الفيلسوف والشاعر المكسيكي أوكتافيو باث، الحائز على جائزة نوبل في الأدب عام 1990. في هذا النص، لا يتعامل باث مع المدينة باعتبارها مكانًا جغرافيًا أو فضاءً عمرانيًا فقط، بل ككائن حي، نابض، غامض، يعيش ويمرض ويحلم ويحبط. إنها الكيان الذي يشكّل الإنسان كما يشكّله، ويحتويه كما يلفظه. ينتمي النص إلى نمط القصيدة–التأملية، حيث تتداخل الأبعاد اللغوية والفلسفية والشعورية، ويعبر من خلالها أوكتافيو باث عن حالة الوجود الإنساني المعاصر، الذي وجد نفسه محاصرًا بين جدران الزحام، ووحيدًا وسط الحشود، تائهًا في متاهة الزمن المتكرر والمباني العملاقة والأضواء الباردة. المدينة هنا ليست مجرد مسرح، بل هي البطل الحقيقي، الذي لا يتكلم لكنه يُسمع، لا يتحرك لكنه يغير، لا يموت لكنه يدفن أحلام الملايين.
في "أتحدث عن المدينة"، يُقدِّم أوكتافيو باث تجربة شعرية غنية، قائمة على التناقضات: بين الضجيج والصمت، بين الازدحام والوحدة، بين المقدس والعابر، بين التكرار والدهشة. وهي تجربة تشبه المدن الحديثة ذاتها: مرآة مشروخة تعكس الإنسان ومآلاته. من خلال هذا النص، يتجاوز باث الأدب ليقدّم نصًا إنسانيًا عالميًا يُلامس جوهر التجربة البشرية في القرن العشرين، ويستمر صداه حتى اليوم.

## تحليل العنوان
العنوان بسيط في ظاهره، لكنه ينطوي على عمق وجودي واضح؛ إذ يبدأ بـ"أتحدّث" لا "أصف" أو "أشهد" أو "أحلل"، مما يضع المتلقي في علاقة مباشرة بين المؤلف والمدينة كمتحدّث متحوّل. والـ"مدينة"، ليست فضاءً ماديًا فحسب، بل "ذاتٌ كبرى"، أعقد من الإنسان، تزدهر به مخاطره ومشتتاته، وتكسر فيه توافقات النمط. أوكتافيو باثبذلك يحوّل المقال إلى مناجاة حضرية تتلمّس مثل الإنسان ذاته، وتحاول أن تقول:
"لا يُترك المرء للفراغ إلا حين يخسر المدينة، لكن المدينة بدورها يمكن أن تبتلعه إذا مات داخلها بلا انتباه."

## الجائزة والتقدير
ليست قصيدة مفردة، لكن «أتحدّث عن المدينة» مُعنونة ضمن كتابات باث الأكثر تأثيرًا؛ وقد ساهم هذا النص، ضمن مجموعة أعماله، في تعزيز مكانته كواحد من أهم المنظرين للحياة الحضرية في الوطنين الأمريكي واللاتيني، ما أدى -جزئيًّا- إلى منحه جائزة نوبل في الأدب عام 1990 تقديرًا لإبداعه الذي "يجمع بين الحس الشعري والفكر النقدي بوضوح شفاف" .

## المدينة ككائن حي "نبضُ إنسانٍ ضخم"
في هذا النص، المدينة ليست كتلة صامتة من البناء، بل كائن حي يعاني ويموت ويحيى، كما يقول باث:
«We are in the City, we cannot leave except to fall into another city…»
هذه العبارة تُبرز الانغلاق الحضري، فالمقيم في مدينة لا يملك أن يتركها حقًا إلا لينسحق في أخرى مشابهة، إن لم يكن أشد.
يتنقل باث بين عناصر بنائية مادية (مراجع: السيارات والمستشفيات والأنفاق) وبين عناصر نفسية، فيحيل الحديث إلى "القلق" و"السلاسل الزمنية المكررة"، مذكرًا بأن المدينة "تحلمنا" وتعيد تشكيلنا كلما حلمنا بها، بل تحيي أو تميت إرادتنا.

## الزحام والوحدة والفضاء المزدحم والمنفرد
يعتبر باث أن المدينة تصنع ذواتًا مُنفصلة رغم الزحام العريض:
«…of the hospitals that are always full, and where we always die alone.»
الناطحات، المرايا، السيارات، خطوط الأنفاق، هي كلّها مرآة لعزلة المدينة، إذ يُعاد إنتاج الوحدة اليومية خلف نقل الركاب، ضمن نُزل مزدحمة يمكن أن تخسر الإنسان ذاته وسط البشرية.
العنوان هنا ليس للسرد المعرفي بل النفسي، فالإنسان في المدينة لا يكون إلا وحيدًا.

## الزمن الحضري والتكرار والحدث الكابوسي
يربط باث بين المدينة والزمن المنكسر، وهو زمن لا يسير، بل:
«…the city we all dream, that restlessly changes while we dream it.»
المدينة تحوّل الحياة إلى سيمفونية زمنية قائمة على البناء والهدم، الإيقاع والقصاص، والذاكرة الممزقة.
التعبير عن متاهة الزمن الحضري لا يكسر فقط الحضور، بل يغلقه في درب من الانفلات الداخلي أمام صور تنساح لتختفي.

## المدينة والمقدّس احتفاء وحزن وتكافؤ
يذكّرنا باث بأن المدينة تضم المساجد والكبيسات، القبور والشموع، ويُشير إلى:
«the half-light of certain churches and the flickering candles at the altars, the timid voices…»
إنها إشارة لعلاقة الإنسان بالميت والعابر والمقدّس، فقد جُمّدت الحياة داخله، لكنه حين يدخل الى الكنيسة، يرى ذاك النصف ضوء والهمس، فيلحظ أن المدينة لا تغتني إلا بوجود هذا النقء الاحتفائي.

## المدينة والفكر: لاحتمالات إعمار الذات
يطرح باث المدينة بوصفها نوعًا من رمز المواجهة الفكرية، فنحن نُعاد تكرارًا داخلها، ثم نُختبر:
«…why? toward what? for what?» — الأسئلة الكبرى ليست نظرية بل تمنّع أمام المتحدث نفسه، فيبقى السؤال مفتوحاً.
المدينة إذا ليست فضاءً للحيز، بل فضاء تناصّ بين الهوية والضياع، بين السؤال واللقاء، بين العطاء والموت بمفرديّة.

## المدينة كمساحة سودوية – أمل مشروط
تنتهي القصيدة بصبغٍ نغمٍ مزدوج، حيث المدينة تتشكّل بفورة ثم تنام:
«…the city… that wakes every hundred years and looks at itself… and goes back to sleep.»
إنها تشبيه لكل حضارة تنفجر ثم تُصمت، تتحقق ثم تنكفئ، تراقب بنفسها، ثم تتناسى، بطريقة تجعل الأمل دائمًا مفتوحًا، لكن مشروطًا بوعي جديد يُنجز تأمّل المدينة ذاتها.